# Přírodní park
Přírodní park je obecná kategorie chráněného území s menším stupněm ochrany než národní park nebo chráněná krajinná oblast. V různých zemích má obdoba přírodního parku z legislativního hlediska větší či menší stupeň ochrany. Slouží především k ochraně krajinného rázu.
Podle českého zákona o ochraně přírody a krajiny jsou přírodní parky zřizovány „k ochraně krajinného rázu s významnými soustředěnými estetickými a přírodními hodnotami“ (který není zvláště chráněn jinak). Bývá zde omezeno využití území s potenciálem zničit nebo narušit tento ráz (např. průmysl, dopravní stavby, chatová výstavba apod.). Zkratka pojmu není přesně stanovena, používá se většinou PřP nebo PPk.

## PřP v různých jazycích
- česky: Přírodní park
- slovensky: Prírodný park
- anglicky: Nature park
- německy: Naturpark

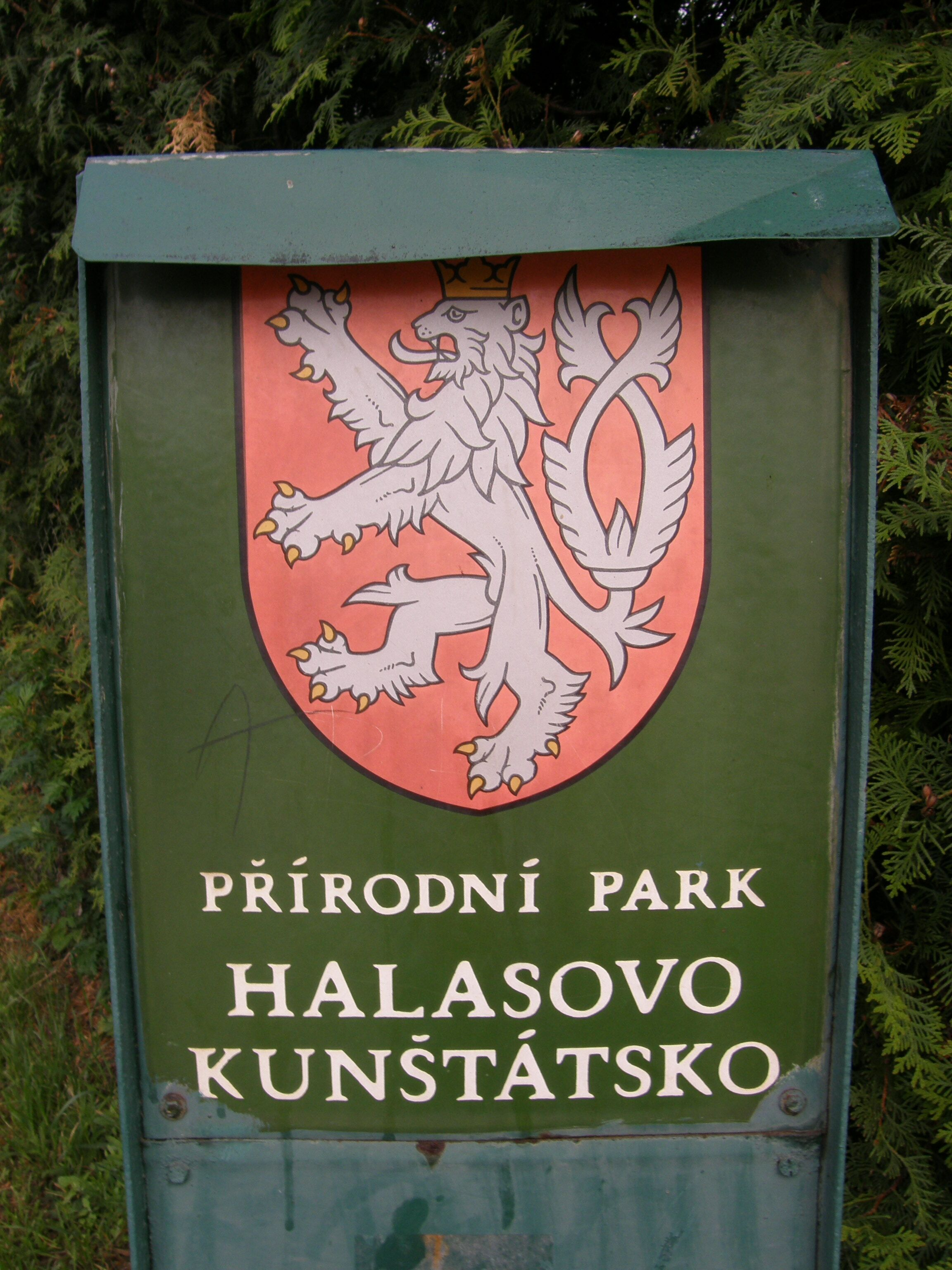
Značka přírodního parku Halasovo Kunštátsko v okrese Blansko

- polsky: Obszar chronionego krajobrazu (OChK) (intuitivnější pojem Park Krajobrazowy odpovídá spíše ChKO)
- španělsky: Parque natural
- chorvatsky: Prirodni park
- maďarsky: Natúrpark